# Miss Afrique du Sud 1999
Miss Afrique du Sud 1999, est la 43e élection de Miss Afrique du Sud, s'est déroulée le 11 décembre 1999 au Superbowl de Sun City.
La gagnante, Heather Hamilton, succède à Sonia Raciti, Miss Afrique du Sud 1998.

## Classement final
| Titre                    | Candidates                                                           |
| ------------------------ | -------------------------------------------------------------------- |
| Miss Afrique du Sud 1999 | - KwaZulu-Natal - Heather Hamilton                                   |
| 1re princesse            | - Cap occidental - Nadia Wyngaard                                    |
| 2e princesse             | - Gauteng - Pulane Moraladi                                          |
| Top 5                    | - Cap oriental - Britta van der Hoek - Nord-Ouest - Kgomotso Chipane |

## Candidates
| Nom                 | Province représentée |
| ------------------- | -------------------- |
| Ashley Burke        | Cap du Nord          |
| Kgomotso Chipane    | Nord-Ouest           |
| Heather Hamilton    | KwaZulu-Natal        |
| Leah Masilela       | Limpopo              |
| Pulane Moraladi     | Gauteng              |
| Motsehoa Molelekoa  | État-Libre           |
| Megan du Preez      | Mpumalanga           |
| Britta van der Hoek | Cap oriental         |
| Nadia Wyngaard      | Cap occidental       |

## Observations

### Représentations aux concours internationaux
- Heather Hamilton, Miss Afrique du Sud, a représenté l'Afrique du Sud aux concours Miss Univers 2000 où elle se classe dans le top 10. Par la suite, elle participe à Miss Monde 2000 mais ne décroche aucune place en demi-finale.